# Taira no Shigehira

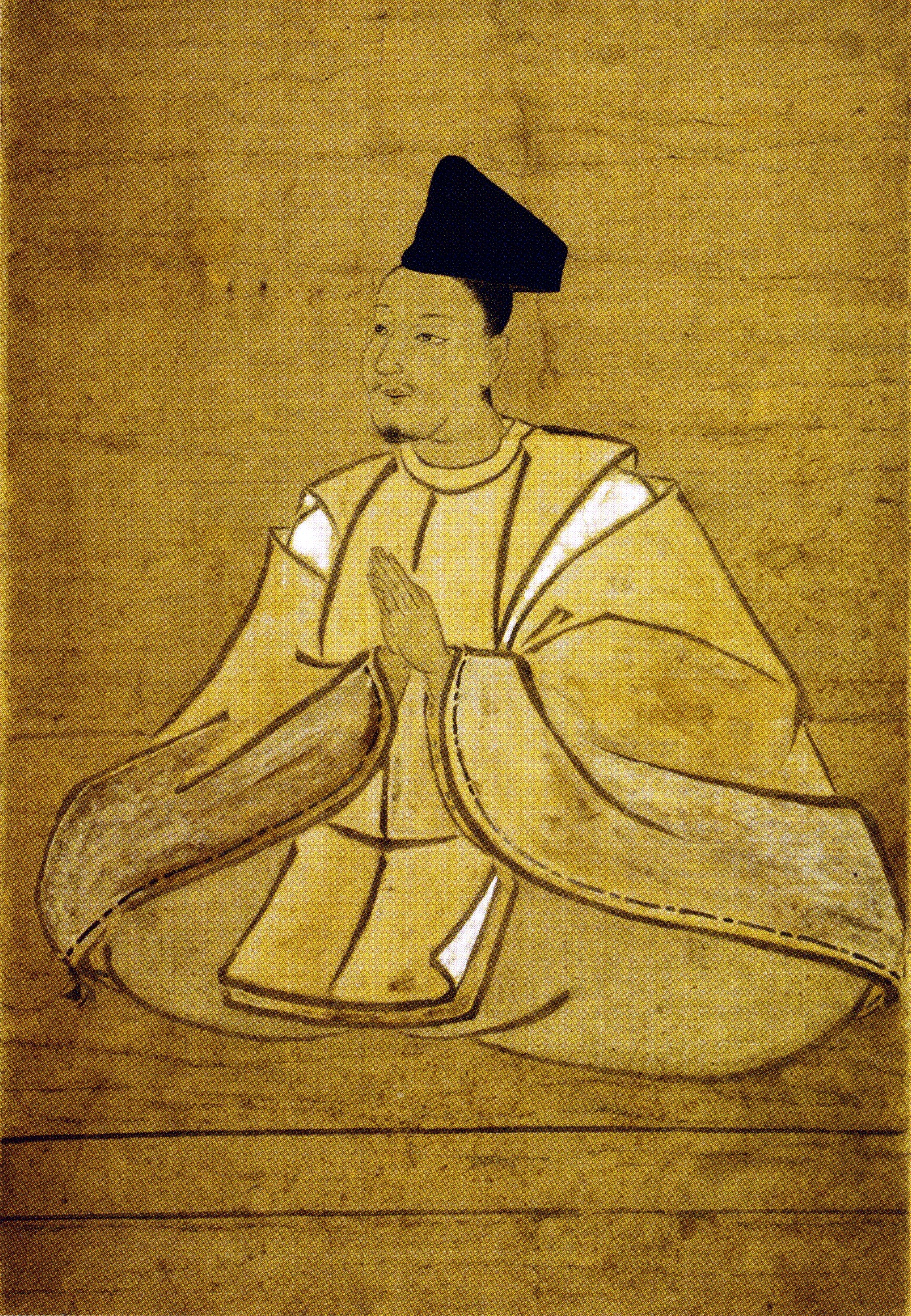
Taira no Shigehira

Taira no Shigehira (jap. 平 重衡; * 1158; † 1185) war einer der Söhne von Taira no Kiyomori und einer der Oberkommandierenden des Taira-Clans. Nach der Schlacht von Uji (1180) befahl Shigehira, Nara niederzubrennen (siehe Belagerung von Nara).
Nachdem er Minamoto no Yukiie in der Schlacht von Sunomata besiegt hatte, wurde er Oberbefehlshaber der Streitkräfte der Taira und erhielt den Befehl über 13.000 Mann.
Vier Jahre später wurde er in der Schlacht von Ichi-no-Tani besiegt und gefangen genommen und anschließend den Mönchen des Tōdai-ji-Tempels, den er niederbrennen lassen hatte, übergeben. Er wurde dann enthauptet.